# Antoniebrug
De Antoniebrug, vroeger ook wel Anthoniebrug genoemd, is een brug in de Noord-Hollandse stad Haarlem. De brug ligt overspant de Burgwal en ligt in de Antoniestraat.
De eerste vermelding van de brug dateert uit 1543, toen nog als Sint Anthonisbrugge. De meest recente brug dateert uit 1905 en is, net zoals de straat waarin hij ligt, vernoemd naar het nabijgelegen Sint Antoniegasthuis.